# Demurrage (användaravgift på pengar)
Demurrage (eller användaravgift på pengar) är ett penningsystem som karaktäriseras av att det finns en tidskostnad förknippad med att "hålla på pengar". 

## Teori
Både inflation och demurrage medför en minskad köpkraft över tid. Demurrage åstadkommer detta genom fixa avgifter för penninghållande som är bestämda i förväg. Pengarnas minskade köpkraft på grund av inflation beror å andra sidan på banksektorns penningskapande, på räntan samt på sedelpressen (eller elektroniska motsvarigheter).

## Nutida exempel
- E-gold, en privat valuta med demurrage.
- Chiemgauer, en regional valuta i Prien am Chiemsee i Bayern med demurrage och fast växelkurs mot Euron.[1]